# ماتیاس کونتز
ماتیاس کونتز (انگلیسی: Matthias Cuntz؛ زادهٔ ۴ مهٔ ۱۹۹۰) بازیکن فوتبال اهل آلمان است.
از باشگاه‌هایی که در آن بازی کرده‌است می‌توان به باشگاه فوتبال رایندورف آلتاخ و باشگاه فوتبال کارلسروهه اشاره کرد.